# Reeseville (película)
Reeseville es una película de misterio y suspenso de 2003, dirigida por Christian Otjen, que a su vez la escribió junto a Jerry Holway, musicalizada por Kevin Saunders Hayes, en la fotografía estuvo Jerry Holway y los protagonistas son Majandra Delfino, Brad Hunt y Angela Featherstone, entre otros. El filme fue realizado por Doomed Productions Ltd. y Pied Piper Productions LLC, se estrenó el 7 de marzo de 2003.

## Sinopsis
David vuelve a su ciudad natal para afrontar los problemas de su pasado, al poco tiempo su padre es hallado sin vida. Primero se creía que se había suicidado, pero pronto se divulga el rumor de que murió de otra manera.